# Parque Arqueológico Nacional de China

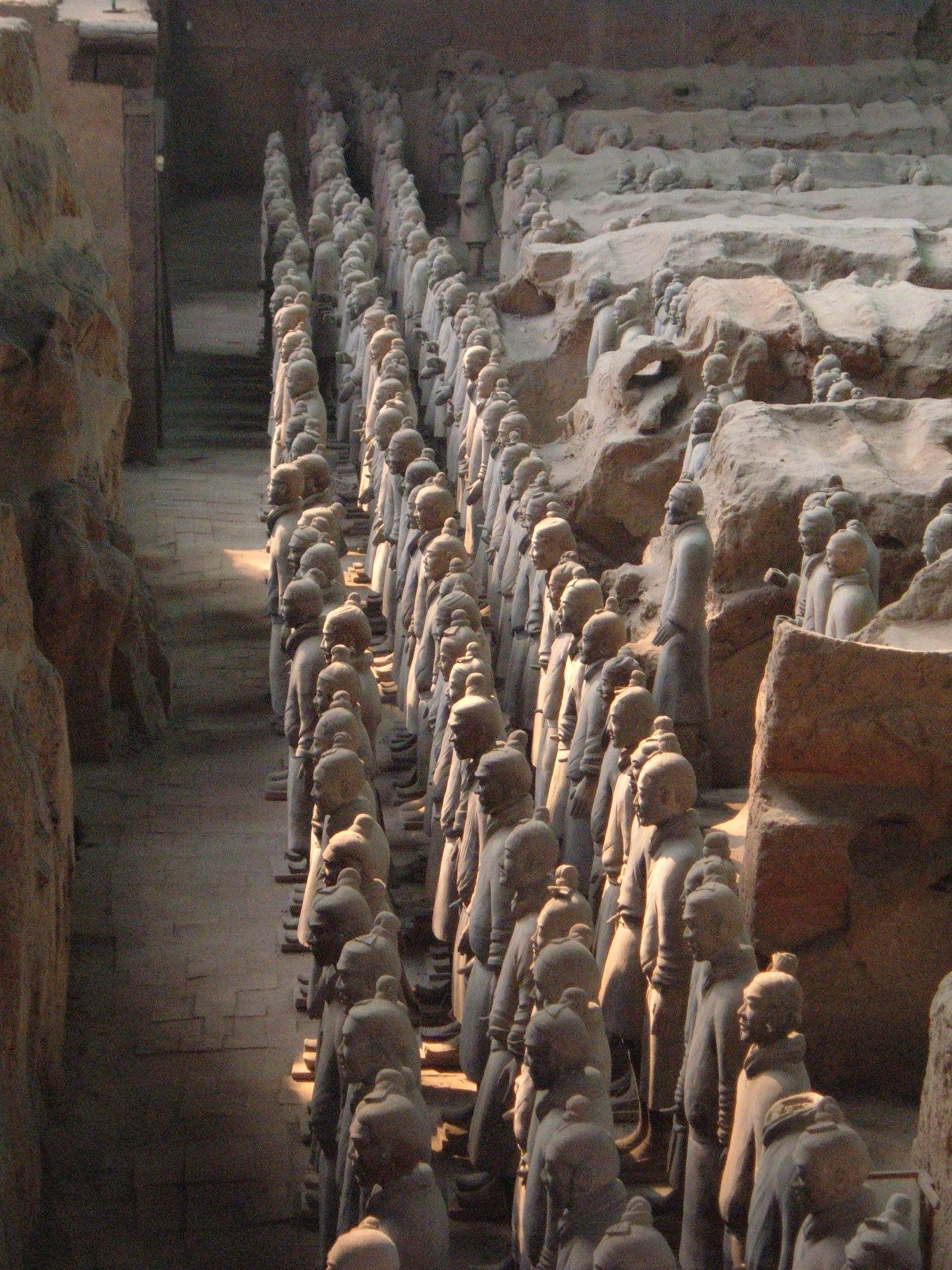
Ejército de terracota del mausoleo del primer emperador Qin

El parque arqueológico nacional de China (Chino: 国家考古遗址公园) es una designación creada por la Administración Estatal de Patrimonio Cultural (SACH) en 2009 para preservar y presentar sitios arqueológicos a gran escala. Los parques arqueológicos nacionales deben haber sido previamente designados como Monumentos de la República Popular China, y se consideran de alto valor histórico, cultural y académico. Incluyen asentamientos antiguos, ciudades y pueblos, palacios, templos y cuevas, sitios de ingeniería y fabricación, y mausoleos y cementerios. Muchos parques también tienen museos dentro del área delimitada como parque.
Los primeros 12 parques arqueológicos nacionales se catalogaron en 2010, y desde entonces se han agregado 24 parques más a la lista, lo que eleva el total a 36. Además, más de 60 sitios han sido designados como candidatos para el estatus de parque arqueológico nacional.

## Regulación
El 17 de diciembre de 2009, la Administración Estatal de Patrimonio Cultural emitió las Medidas de Administración del Parque Arqueológico Nacional. De acuerdo con el reglamento, un sitio arqueológico debe cumplir con cinco criterios antes de solicitar el estatus de parque arqueológico nacional: debe ser un Sitio Histórico y Cultural Importante Protegido a Nivel Nacional; su gobierno a nivel provincial ha emitido e implementado medidas para proteger el sitio; se ha aprobado y comenzado un plan de trabajo arqueológico; cuenta con un plan de parque arqueológico en cumplimiento de las medidas de protección. Posee una entidad administrativa especializada con personalidad jurídica específica.

## Lista de parques arqueológicos nacionales
23 sitios arqueológicos solicitaron la designación de parque arqueológico nacional en 2010. El 9 de octubre de 2010, la Administración Estatal de Patrimonio Cultural (SACH) anunció el primer lote de 12 parques cuyas solicitudes fueron aprobadas.
En diciembre de 2013, la SACH anunció el segundo lote de 12 parques arqueológicos nacionales. En diciembre de 2017, se anunció el tercer lote de 12 parques arqueológicos nacionales, lo que eleva el total a 36.

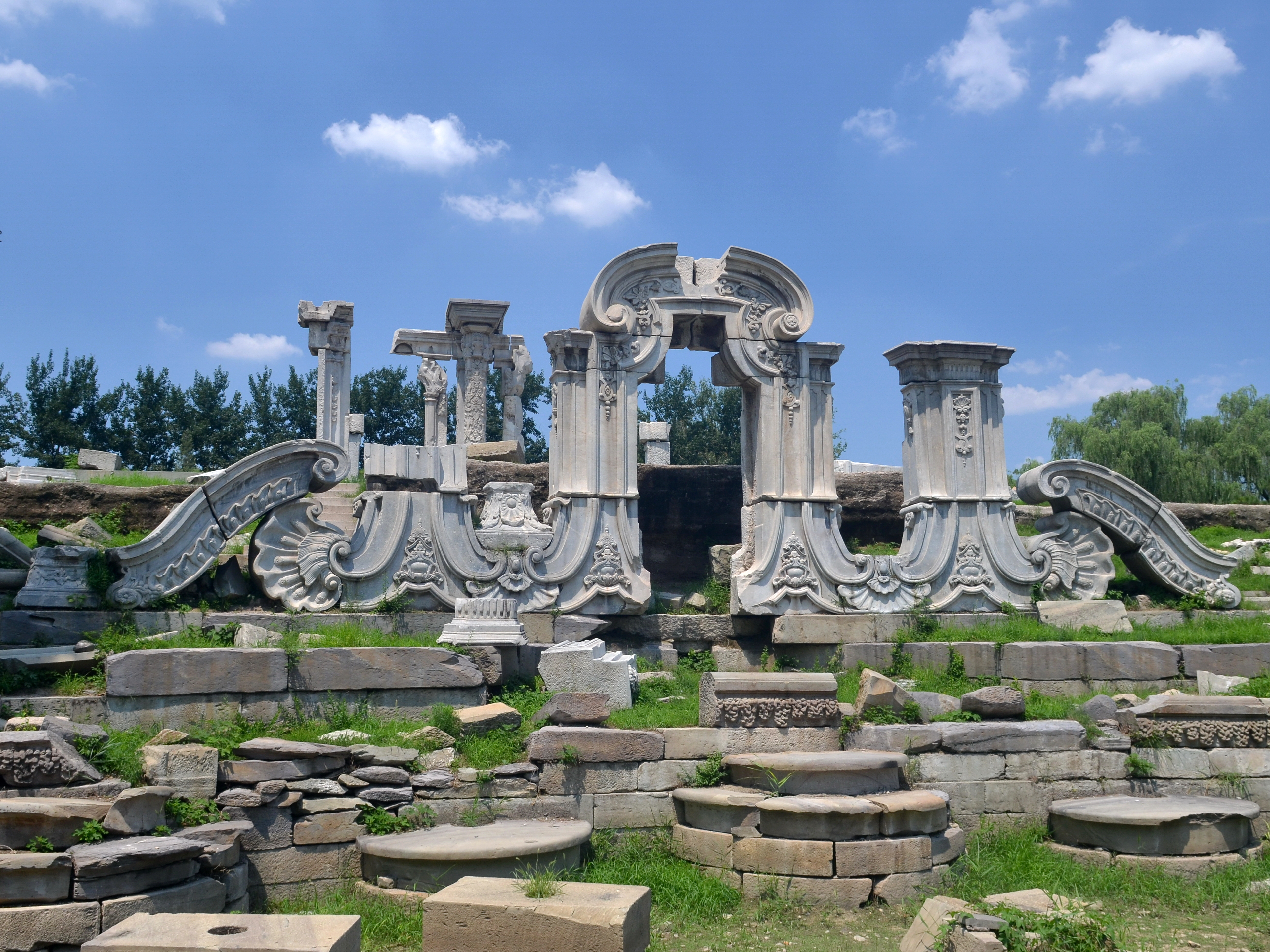
Antiguo Palacio de Verano, Beijing

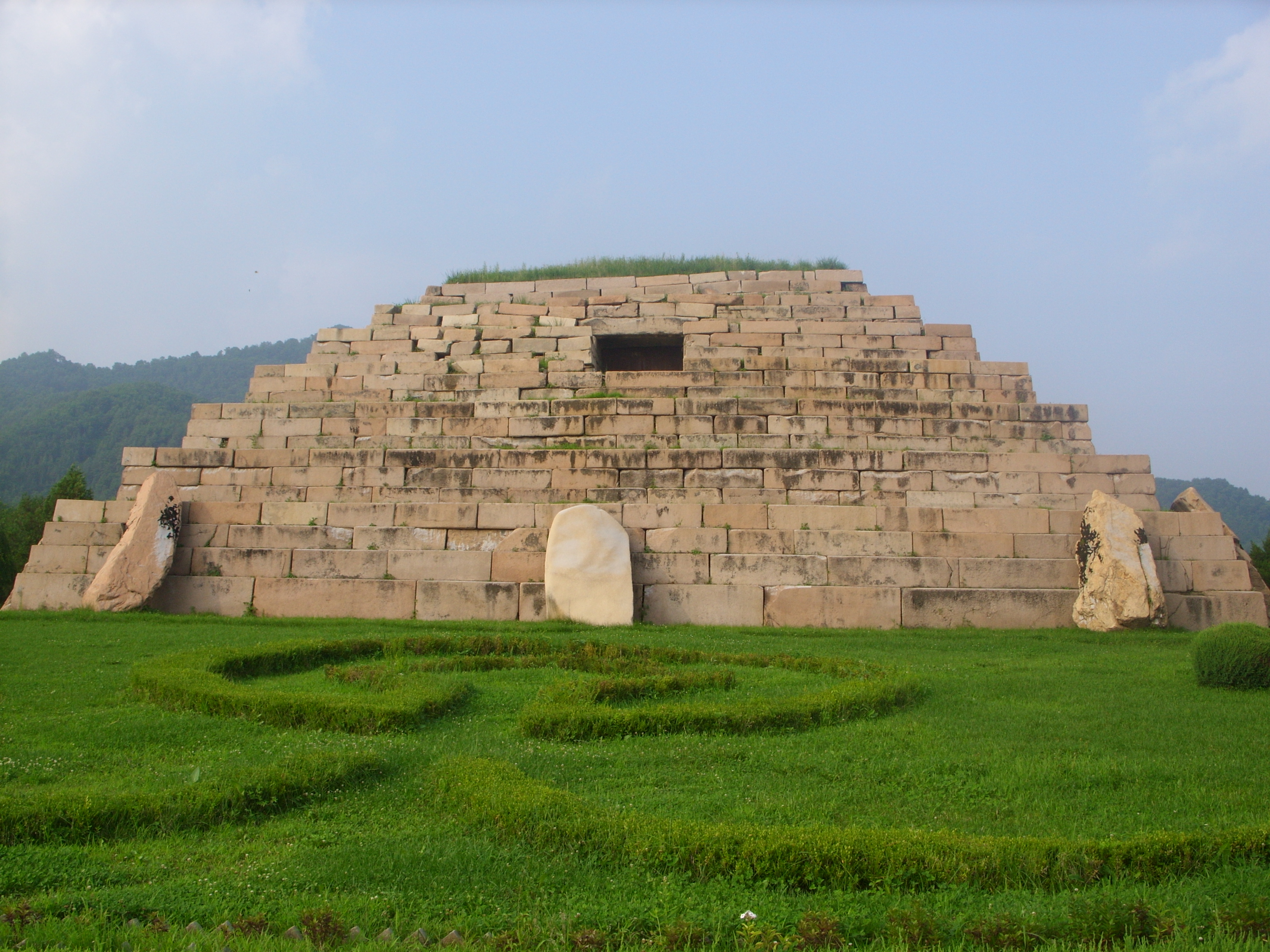
Tumba del General, Parque Arqueológico Nacional de Ji'an Gaogouli

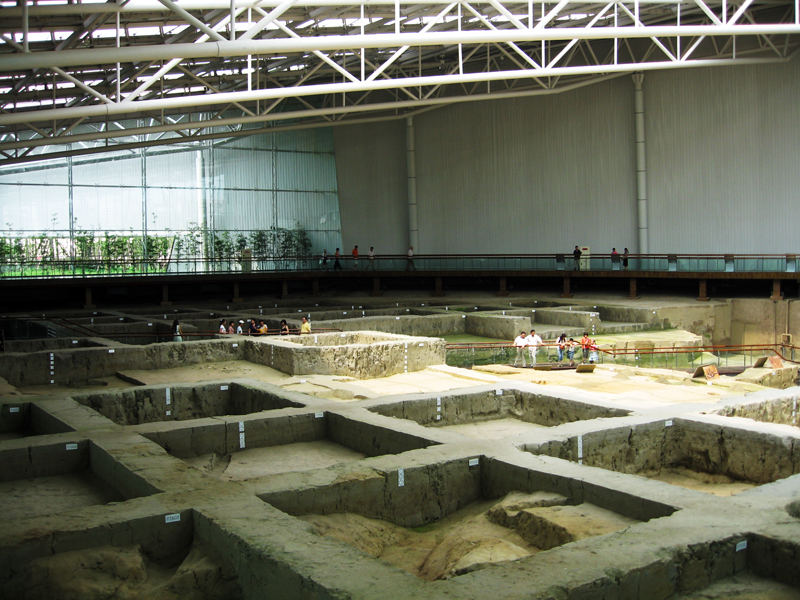
Jinsha, Sichuan

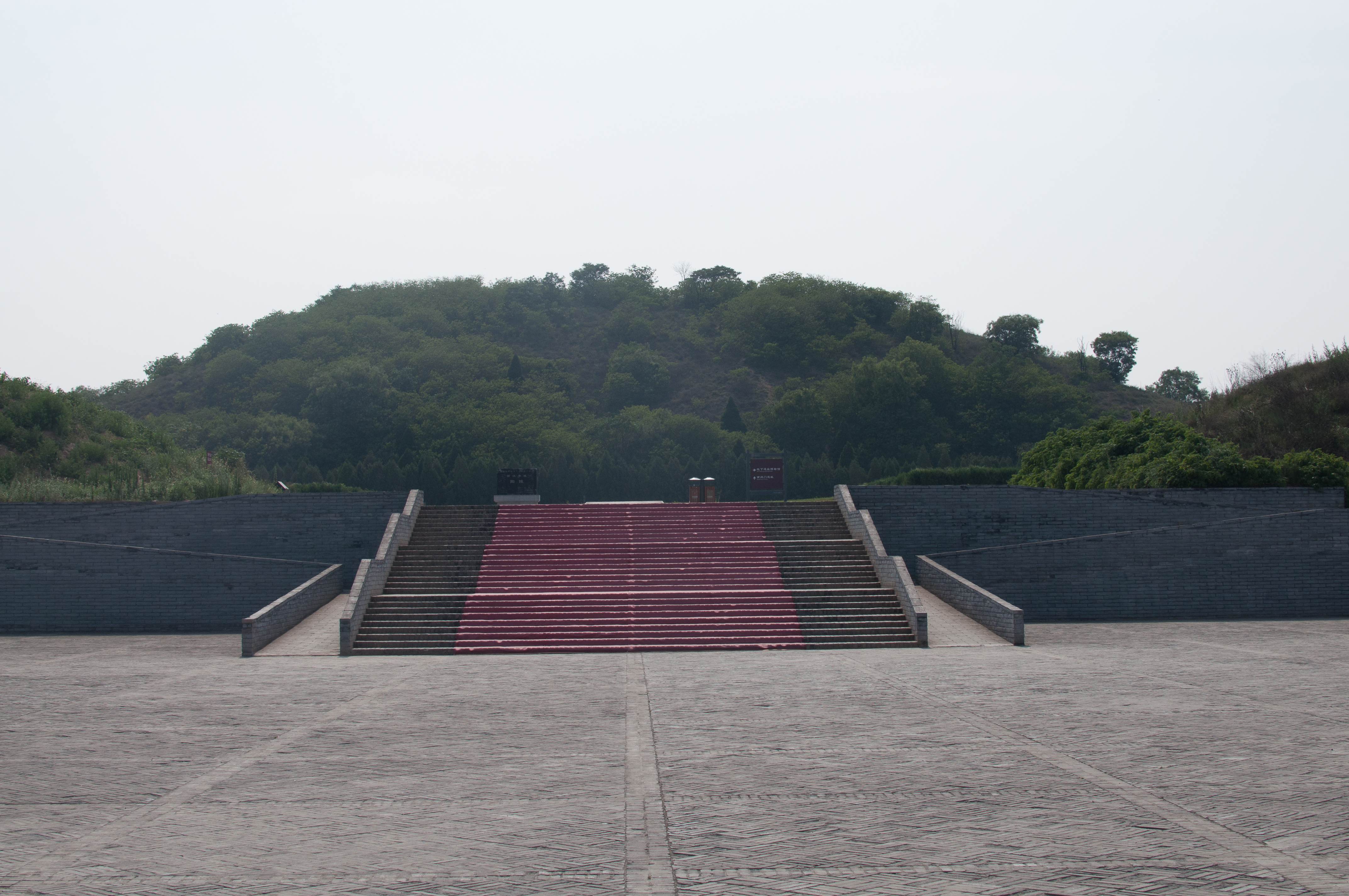
Han Yang Ling, el mausoleo del emperador Jing de Han

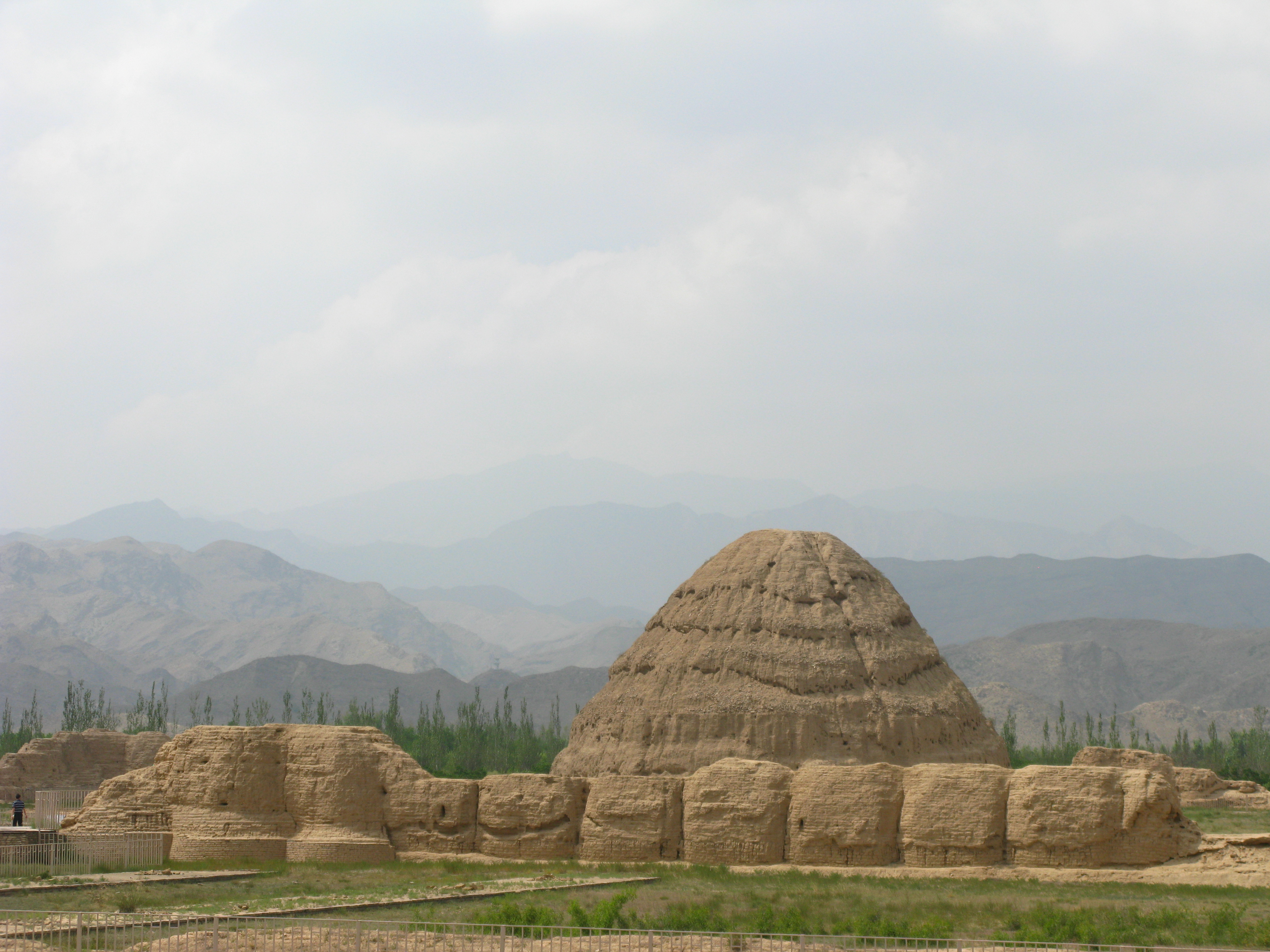
Mausoleos de Xia occidental

| Parque arqueológico nacional              | Provincia    | Lote |
| ----------------------------------------- | ------------ | ---- |
| Antiguo Palacio de Verano (Yuanmingyuan)  | Beijing      | 1    |
| Zhoukoudian (sitio de Peking Man )        | Beijing      | 1    |
| Ji'an Gaogouli (Goguryeo)                 | Jilin        | 1    |
| Hongshan                                  | Jiangsu      | 1    |
| Liangzhu                                  | Zhejiang     | 1    |
| Yinxu                                     | Henan        | 1    |
| Luoyang de las dinastías Sui-Tang         | Henan        | 1    |
| Sanxingdui                                | Sichuan      | 1    |
| Jinsha                                    | Sichuan      | 1    |
| Han Yang Ling                             | Shaanxi      | 1    |
| Mausoleo del primer emperador Qin         | Shaanxi      | 1    |
| Palacio Daming                            | Shaanxi      | 1    |
| Niuheliang                                | Liaoning     | 2    |
| Zhongjing de Bohai                        | Jilin        | 2    |
| Shangjing de Bohai                        | Heilongjiang | 2    |
| Yuyaochang (horno imperial de Jingdezhen) | Jiangxi      | 2    |
| Qufu, capital de Lu                       | Shandong     | 2    |
| Nanwang Hub del Gran Canal                | Shandong     | 2    |
| Luoyang de las dinastías Han-Wei          | Henan        | 2    |
| Xiongjiazhong                             | Hubei        | 2    |
| Horno tongguan                            | Hunan        | 2    |
| Zengpiyan                                 | Guangxi      | 2    |
| Diaoyucheng                               | Chongqing    | 2    |
| Beiting City                              | Xinjiang     | 2    |
| Zhongdu de Yuan                           | Hebei        | 3    |
| Hornos Dayao Longquan                     | Zhejiang     | 3    |
| Hornos Shanglin Lake Yue                  | Zhejiang     | 3    |
| Zhongdu de Ming                           | Anhui        | 3    |
| Wanshouyan                                | Fujian       | 3    |
| Chengziya                                 | Shandong     | 3    |
| Horno Jizhou                              | Jiangxi      | 3    |
| Ciudad de Zheng – Han                     | Henan        | 3    |
| Panlongcheng                              | Hubei        | 3    |
| Chengtoushan                              | Hunan        | 3    |
| Palacio de Weiyang                        | Shaanxi      | 3    |
| Mausoleos de Xia occidental               | Ningxia      | 3    |

## Parques candidatos
Además de los parques aprobados, la SACH también ha otorgado a varios parques el estatus de "parques arqueológicos nacionales candidatos". Al anunciar el primer lote de 12 parques aprobados, también anunció 23 parques candidatos, de los cuales 11 fueron posteriormente aprobados en el segundo lote anunciado en 2013.
- Jinyang City, Shanxi
- Niuheliang, Liaoning (aprobado en el segundo lote)
- Zhongjing of Bohai, Jilin (aprobado en el segundo lote)
- Yangzhou City, Jiangsu
- Yuyaochang (Jingdezhen Imperial Kiln), Jiangxi (aprobado en el segundo lote)
- Nanwang Hub of the Grand Canal, Shandong (aprobado en el segundo lote)
- Qufu, Capital of Lu, Shandong (aprobado en el segundo lote)
- Dawenkou, Shandong
- Luoyang of Han-Wei Dynasties, Henan (aprobado en el segundo lote)
- Ciudad Zhengzhou Shang, Henan
- Sanyangzhuang, Henan
- Jinancheng (including Balingshan and Xiongjiazhong), Hubei (Xiongjiazhong aprobado en el segundo lote)
- Tongguan Kiln, Hunan (aprobado en el segundo lote))
- Liye Ancient City, Hunan
- Laosicheng, Hunan
- Jingjiang Princes' Palace y Mausoleos, Guangxi
- Zengpiyan, Guangxi (aprobado en el segundo lote)
- Kele, Guizhou
- Chang'an of Han, Shaanxi
- Xianyang of Qin, Shaanxi
- Suoyang City, Gansu
- Beiting City, Xinjiang (aprobado en el segundo lote)
- Diaoyucheng, Chongqing (aprobado en el segundo lote)

Se anunciaron 31 parques candidatos junto con el segundo lote de parques aprobados en 2013, de los cuales, nueve se aprobaron posteriormente en el tercer lote anunciado en 2017.
- Zhongdu of Yuan, Hebei 元中都 (aprobado en el segundo lote)
- Nihewan, Hebei
- Zhaowangcheng, Hebei 赵王城
- Pujindu and Puzhou City, Shanxi 蒲津渡与蒲州故城
- Shangjing of Liao, Inner Mongolia 辽上京
- Salawusu, Inner Mongolia 萨拉乌苏
- Jinniushan, Liaoning
- Luotong Mountain City, Jilin 罗通山城
- Shangjing of Jin, Heilongjiang 金上京
- Helü City, Jiangsu 阖闾城
- Lingjiatan, Anhui 凌家滩
- Zhongdu of Ming, Anhui 明中都皇故城 (aprobado en el segundo lote)
- Chengcun Han City, Fujian 城村汉城
- Wanshouyan, Fujian 万寿岩 (aprobado en el tercer lote)
- Jizhou Kiln, Jiangxi 吉州窑 (aprobado en el tercer lote)
- Linzi, Capital of Qi, Shandong
- Chengziya, Shandong (aprobado en el tercer lote)
- Zheng–Han City, Henan 郑韩故城 (aprobado en el tercer lote)
- Yanshi Shang City, Henan 偃师商城
- Chengyang City, Henan 城阳城址
- Tonglüshan, Hubei 铜绿山
- Longwan, Hubei 龙湾
- Panlongcheng, Hubei (aprobado en el tercer lote)
- Tanheli, Hunan 炭河里
- Chengtoushan, Hunan (approved in the third batch)
- Taihe City, Yunnan 太和城
- Tongwancheng, Shaanxi
- Longgangsi, Shaanxi 龙岗寺
- Dadiwan, Gansu 大地湾
- Western Xia Mausoleums, Ningxia (aprobado en el tercer lote)
- Lajia, Qinghai

En diciembre de 2017, se anunciaron 32 parques candidatos junto con el tercer lote de parques aprobados.
- Capital of the Zhongshan Kingdom, Hebei
- Yecheng, Hebei
- Taosi, Shanxi
- Tuchengzi, Inner Mongolia
- Mopancun Mountain City, Jilin
- Longqiuzhuang, Jiangsu
- Majiabang, Zhejiang
- Anji Ancient City and Longshan Yue Cemetery, Zhejiang
- Shouchun City, Anhui
- Shuangdun, Bengbu, Anhui
- Yuhuicun, Anhui
- Wucheng, Jiangxi
- Marquisate of Haihun, Jiangxi
- Liangchengzhen, Shandong
- Yangshao, Henan
- Erlitou, Henan
- Jiahu, Henan
- Miaodigou, Henan
- Dahecun, Henan
- Qujialing, Hubei
- Cultura Shijiahe, Hubei
- Sujialong 苏家垄, Hubei
- Bijiashan Chaozhou Kiln, Guangdong
- Tomb of Francis Xavier and Dazhouwan, Guangdong
- Hepu Han City and Cemetery, Guangxi
- Qiong Kiln, Sichuan
- Mausoleo de Qianling, Shaanxi
- Epang Palace, Shaanxi
- Zhouyuan, Shaanxi
- Duling Mausoleum, Shaanxi
- Shimao, Shaanxi
- Subashi Temple, Xinjiang